# كينت هادلي
كينت هادلي (بالإنجليزية: Kent Hadley)‏ هو لاعب كرة قاعدة أمريكي، ولد في 17 ديسمبر 1934 في بوكاتيلو في الولايات المتحدة، وتوفي بنفس المكان في 10 مارس 2005.

## وصلات خارجية
- كينت هادلي على موقع الدوري الياباني لكرة القاعدة (الإنجليزية)
- كينت هادلي على موقعبيزبول رفرنس.كوم (الدوري الرئيسي) (الإنجليزية)
- كينت هادلي على موقعبيزبول رفرنس.كوم (الدوري الثانوي) (الإنجليزية)
- كينت هادلي على موقع جمعية أبحاث البيسبول الأمريكية (الإنجليزية)
- كينت هادلي على موقع إي إس بي إن.كوم (أم.أل.بي) (الإنجليزية)
- كينت هادلي على موقع مشجعي الرسوم البيانية (الإنجليزية)